# 海盜黨 (冰島)
海盜黨（冰島文：Píratar）是冰島的政黨，由前“運動”党議員比尔基塔·琼斯多蒂尔联合其他網路活动家於2012年11月24日組成。主要關心反版權（資訊和知識自由流通）及直接民主。

## 歷史
為了參與2013年冰島國會選舉，該黨申請了字母「Þ」印在選票上；而選舉結果則獲得5.1%得票率，並取得3席，也是除了瑞典海盜黨在歐洲議會取得席位之外，世界上第一個以「海盜黨」名義進入本国议会的政黨。
海盜黨被認為有機會在冰島2016年10月的大選中成為執政黨，因為在巴拿馬文件洩漏後冰島兩大執政黨有內幕交易，引致冰島公民不信任傳統政客及傳統政黨，最終海盜黨於2016年10月29日冰島議會選舉中拿到10席，是成立以來選舉成績最佳的一次。海盜黨於2017年冰島議會選舉取得6席。